# Evandro (Pallante)
Evandro è una figura della mitologia romana. Era figlio del dio Mercurio e della ninfa Carmenta.

## Biografia
Gli Arcadi provenienti da Argo e guidati da Evandro arrivarono sulle coste tirreniche del Lazio, seconda popolazione proveniente dalla Grecia dopo i Pelasgi e fondarono la città di Pallante sul Palatino.
Evandro ebbe un ruolo rilevante nell'ultima parte dell'Eneide, poiché fu tra gli alleati di Enea nella guerra contro Turno, re dei Rutuli. 
La guerra è assai sanguinosa, tanto che il figlio di Evandro, Pallante, vi trova la morte ucciso da Turno.
Dionigi di Alicarnasso attesta l'esistenza presso i romani del culto di Evandro, cui era dedicato un altare sotto l'Aventino, presso la Porta Trigemina.

## Critica storica
Ma il personaggio e la sua città rivestono anche un'importanza che probabilmente esula da quella esclusivamente mitologica. Dal nome della città potrebbe infatti essere derivato lo stesso toponimo di Palatino. 
La coincidenza poi che le feste “Palilie” si celebrassero nella stessa data della fondazione di Roma può far pensare ad un'ipotesi di accordo e di spartizione del territorio tra la gente di Romolo, stanziata sul Germalo, l'altura settentrionale del Palatino, e quella di Evandro, stabilitasi sul Palatino vero e proprio, più a sud, riservando alla Velia, l'altura orientale, il ruolo forse di area cimiteriale, come i reperti archeologici lasciano supporre.
Al di là dell'aspetto evidentemente mitologico della narrazione, scavi archeologici effettuati dal 1937 nell'area adiacente alla chiesa di S. Omobono, all'incrocio tra le attuali via L. Petroselli e Vico Jugario, hanno portato in luce reperti di chiara origine greca, risalenti alla metà dell'VIII secolo a.C., e quindi perfettamente coincidenti con l'epoca della tradizionale fondazione di Roma. 
Tali ritrovamenti possono pertanto essere considerati come la conferma archeologica della realtà storica degli indizi che hanno poi contribuito a generare la tradizione mitologica sulle origini leggendarie della città. In realtà, nella medesima area, ceramiche di area appenninica risalenti al XII secolo a.C. fanno presupporre una frequentazione precedente di quel guado sul Tevere accanto alla palude del Velabro per motivi commerciali, forse legati alla transumanza .